# Luiz Felipe Domingues
Luiz Felipe Domingues (22 giugno 1994) è un giocatore di football americano brasiliano, che gioca come wide receiver per i Ponte Preta Gorilas.

## Palmarès
- 1 Campeonato Paulista de Futebol Americano (São Paulo Storm, 2014)
- 1 Supercopa Paulista de Futebol Americano (São Paulo Storm, 2015)